# 駆逐艦菊月会
駆逐艦菊月会（くちくかんきくづきかい、英: Destroyer Kikuzuki Association）は、大日本帝国海軍の駆逐艦菊月に所縁のある旧軍人軍属、戦歿者並びに物故者の遺族、有志によって組織される任意団体。通称菊月会（きくづきかい）。

## 概要
2017年に一般社団法人菊月保存会の働きによって、駆逐艦菊月の第4主砲がソロモン諸島から日本へ帰還。
その際に戦友遺族会再結成の機運が遺族を中心に高まり、前身となる1982年5月27日に設立された同名の団体より会の名称と軍艦旗を引き継ぎ、同年10月17日に第1回連絡会が行われた。
本部は東京都荒川区に所在する。
全ての行事をその行事ごとの連絡会で定める参加費で行っており、会費や寄付を受け付けていない。2020年10月8日以降、支援金の寄付のみクラウドファンディング形式で受け付けている。
2021年には、菊月沈没から80年の節目となる翌年、東京都台東区の寿仙院に慰霊碑を建立する計画を発表した。

## 沿革
1982年
5月27日 - 神奈川県横須賀市にて発足
1983年
5月5日 - 活動の一時休止を決定
1992年
5月5日 - 広島県呉市にて駆逐艦菊月戦歿者五十回忌法要を斎行
2017年
10月17日 - 第一回連絡会をもって活動再開
2018年
5月3日 - 長崎県佐世保市の東公園にて懇親会を開催
8月13日 - 群青財団設立準備会を吸収合併
2019年
3月9日 - ソロモン諸島にて菊月及び長月洋上合同慰霊巡拝を開催
5月5日 - 愛知縣護國神社にて駆逐艦菊月戦歿者慰霊祭を斎行
2020年
4月1日 - 幹事から会長へ代表権を移転

## 主な実績
- 駆逐艦菊月の最終時兵装を調査、図面として復元し、2018年2月17日より先着30部でオンラインストアにて頒布[9]。その後2019年6月9日にGitHubにてクリエイティブ・コモンズ・ライセンスを付与し公開[10][11]。
- 2018年8月4日から11日にかけて、ソロモン諸島において水中写真家の戸村裕行と共に菊月周辺の海底を探査[12]。
- 駆逐艦長月乗員遺族の要望を受け、コロンバンガラ島沖にて現地の公的記録上、21世紀初となる同艦の調査を実施[13][注 1]。なお、調査に当たっては、航空局、教育省および文化観光省の許可を取得している。

## 活動の種類
- 菊月の元乗組員であり戦歿または物故した者に対する慰霊
- 会員相互の情報共有
- 菊月関連の調査研究及び資料の収集
- 公益に資すると独自に判断した活動に対する支援[14]

## 会員種別
会員入会届に必要事項を記入し、提出することで、連絡会にて会員2名以上の承認を経て会員資格を取得した者

## 群青財団
駆逐艦菊月会で「公益に資すると独自に判断した活動に対する支援」を行ってきたパトロネージュ部門は、2025年4月1日に一般財団法人群青財団へ移行した。